# Paraschistura punjabensis
Paraschistura punjabensis is een straalvinnige vissensoort uit de familie van de bermpjes (Nemacheilidae). De wetenschappelijke naam van de soort werd voor het eerst geldig gepubliceerd in 1923 door Hora als Schistura punjabensis.